# Lycosa granatensis
Lycosa granatensis là một loài nhện trong họ Lycosidae.
Loài này thuộc chi Lycosa. Lycosa granatensis được Pelegrin Franganillo-Balboa miêu tả năm 1925.